# Општина Барча (Галац)
Барча (рум. Barcea) општина је у Румунији у округу Галац.
Oпштина се налази на надморској висини од 25 m.